# Jasper Tudor, 1:e hertig av Bedford
Jasper Tudor, 1:e hertig av Bedford, född cirka 1431, död  21/26 december 1495, var farbror till Henrik VII av England och den som låg bakom hans framgångsrika erövring av England och Wales 1485. Han var halvbror till kung Henrik VI.  

## Biografi
Jasper var den tredje sonen till Owen Tudor och den tidigare drottningen Katarina av Valois, änka efter Henrik V. Därmed var han halvbror till Henrik VI, som, då han blev myndig, gjorde Jasper till earl av Pembroke (någon gång under 1452 eller 1453). Även om det fanns osäkerhet huruvida Jasper och hans två (eller tre) bröder var legitima, då deras föräldrars hemliga äktenskap troligtvis inte godkänts av myndigheterna, kunde han nyttja alla de privilegier kopplade till sin börd, fram till 1461, då de drogs in efter att han stött Henrik VI mot yorkisterna.  
Jasper Tudor var en äventyrare vars militära expertis, som han fått under Rosornas krigs tidiga skeden, var omfattande. Han höll kontakt med Margareta av Anjou, Henrik VI:s drottning, medan hon kämpade för att återfå sin sons arvsrätt. Han uppfostrade även sin brorson, Henrik Tudor, vars far hade dött innan han föddes, fram till 1461, då vårdnaden övertogs av  William Herbert. Efter återkomsten av den yorkistiska kungen Edvard IV från hans tillfälliga landsflykt 1471, tog Jasper den tonårige Henrik i exil, denna gång i Bretagne. Det var tack vare honom Henrik fick den taktiska medvetenhet som gjorde det möjligt att besegra den mycket erfarnare Rikard III i  slaget vid Bosworth Field. Då Henrik tillträdde tronen 1485, återfick Jasper alla sina forna titlar, däribland riddare av Strumpebandsorden. Han blev nu också hertig av Bedford. 1488 tog han över Cardiff Castle.
Jasper Tudor avled i december 1495, och begravdes vid Keynsham Abbey i Somerset.

## Äktenskap och barn
Jasper gifte sig 7 november 1485 med Catherine Woodville (ca  1458 - 1513). 
Catherine var dotter till Rikard Woodville, 1:e earl Rivers och Jacquetta av Luxembourg, och därmed syster till Elizabeth Woodville, Anthony Woodville 2:e earl Rivers och Rikard Woodville, 3:e earl Rivers. Hon var även änka till Henrik Stafford, 2:e hertig av Buckingham.
De kan ha fått en dödfödd son 1490. Catherine överlevde sin andre make och gifte senare om sig med Sir Richard Wingfield på Kimbolton Castle.
Jasper sägs ha haft två illegitima döttrar:
- Helen Tudor (född ca 1459), maka till en tyghandlare känd antingen som William Gardiner eller John Gardiner (född ca 1446) och mor till Stephen Gardiner, biskop av Winchester (född ca 1483, död 12 november 1555).
- Joan Tudor. Maka till William ap Yevan och mor till Morgan ap Williams. Morgan gifte sig senare med Catherine Cromwell en äldre syster till statsmannen Thomas Cromwell. De var förfäder i fjärde generationen till  Oliver Cromwell.